# Halicyclops septentrionalis
Halicyclops septentrionalis – gatunek widłonoga z rodziny Halicyclopidae. Nazwa naukowa tych skorupiaków została opublikowana w 1935 roku przez niemieckiego zoologa Friedricha Kiefera.